# مگس‌گیر نارگیلی
مگس‌گیر نارگیلی (نام علمی: Nesotriccus ridgwayi) نام یک گونه از تیره ژیان‌مرغ است.